# Знаки почтовой оплаты Украины (1995)
Знаки почтовой оплаты Украины (1995) — перечень (каталог) знаков почтовой оплаты (почтовых марок), введённых в обращение почтой Украины в 1995 году.
С 28 января по 27 декабря 1995 года было выпущено 26 почтовых марок, в том числе 23 памятных (коммеморативных) и три стандартных четвёртого выпуска (с литерными индексами вместо номинала). Тематика коммеморативных марок охватывала юбилеи государственных деятелей, выдающихся деятелей науки и культуры, виды представителей фауны и флоры, занесённых в Красную книгу Украины, знаменательные даты и другие события. Одиннадцать художественных марок объединены в четыре серии: «Светочи украинской литературы» (из четырёх марок), «Красная книга Украины» (из двух), «Гербы городов Украины» (из двух), «Гетманы Украины» (из трёх марок). В обращение поступили марки номиналами в 1000, 3000, 5000, 10 000, 30 000, 40 000, 50 000 и 100 000 купоно-карбованцев, а также с литерными номиналами «З», «І», «К».
Почтовые марки № 73, 79, 80 и 92 были напечатаны московской типографией «Гознак», № 74—78 81—91 и 93—98 — напечатаны государственным предприятием «Полиграфический комбинат „Украина“».

## Список коммеморативных (памятных) марок
Порядок следования элементов в таблице соответствует номеру по каталогу марок Украины на официальном сайте Укрпочты (укр. КМД УДППЗ «Укрпошта»), в скобках приведены номера по каталогу «Михель».
| № по каталогу  | Изображение | Описание и источники | Номинал             | Дата выпуска          | Тираж     | Художник            |
| -------------- | ----------- | --- | ------------------- | --------------------- | --------- | ------------------- |
| № 73 (Mi #133) |             | «1100 років Ужгороду». с укр. — «1100 лет Ужгороду». | 5000 карб.          | 28 января 1995 года   | 500 000   | Василий Дворник     |
| № 74 (Mi #142) |             | «Світочі української літератури: Іван Петрович Котляревський». с укр. — «Светочи украинской литературы: Иван Петрович Котляревский». | 1 000 карб.         | 8 июля 1995 года      | 500 000   | Р. П. Цессин        |
| № 75 (Mi #143) |             | «Світочі української літератури: Тарас Григорович Шевченко». с укр. — «Светочи украинской литературы: Тарас Григорьевич Шевченко». | 3000 карб.          | 8 июля 1995 года      | 1 000 000 | Р. П. Цессин        |
| № 76 (Mi #134) |             | «Світочі української літератури: Іван Якович Франко». с укр. — «Светочи украинской литературы: Иван Якович Франко». | 3000 карб.          | 2 февраля 1995 года   | 500 000   | Р. П. Цессин        |
| № 77 (Mi #136) |             | «Світочі української літератури: Леся Українка». с укр. — «Светочи украинской литературы: Леся Украинка». | 3000 карб.          | 2 февраля 1995 года   | 500 000   | Р. П. Цессин        |
| № 78 (Mi #135) |             | «150 років від дня народження видатного українського вченого і громадського діяча Івана Павловича Пулюя (1845—1918)». с укр. — «150 лет со дня рождения выдающегося учёного Ивана Павловича Пулюя (1845—1918)». | 3000 карб.          | 2 февраля 1995 года   | 300 000   | Р. П. Цессин        |
| № 79 (Mi #137) |             | Червона книга України. Птахи. Сапсан. с укр. — «Красная книга Украины. Птицы. Сапсан (Falko peregrinus)». | 5000 карб.          | 15 апреля 1995 года   | 1 000 000 | Юрий Логвин         |
| № 80 (Mi #138) |             | Червона книга України. Птахи. Сірий журавель. с укр. — «Красная книга Украины. Птицы. Серый журавль (Grus grus)». | 10 000 карб.        | 15 апреля 1995 года   | 1 000 000 | Юрий Логвин         |
| № 81 (Mi #139) |             | «100 років від дня народження видатного українського письменника і громадського діяча Максима Тадейовича Рильского (1895—1964)». с укр. — «100 лет со дня рождения выдающегося украинского писателя и общественного деятеля Максима Фадеевича Рыльского (1895—1964)».                                                                               | 50 000 карб.        | 15 апреля 1995 года   | 1 000 000 | Алексей Штанко      |
| № 82 (Mi #140) |             | «50 років Перемоги над фашизмом». с укр. — «50-летие Победы над фашизмом». | 100 000 карб.       | 9 мая 1995 года       | 1 000 000 | Василий Дворник     |
| № 83 (Mi #141) |             | Міжнародний дитячий центр «Артек». с укр. — «Международный детский центр «Артек»». | 5000 карб.          | 16 июня 1995 года     | 1 000 000 | В. И. Лесняк        |
| № 84 (Mi #144) |             | Серія «Гетьмани України»: Гетьман Петро Конашевич-Сагайдачний. с укр. — «Серия „Гетманы Украины“: - Гетман Пётр Конашевич-Сагайдачный». | 30 000 карб.        | 22 июля 1995 года     | 1 000 000 | Юрий Логвин         |
| № 85 (Mi #148) |             | Серія «Гетьмани України»: Гетьман Іван Мазепа. с укр. — «Серия „Гетманы Украины“: - Гетман Иван Мазепа». | 30 000 карб.        | 14 октября 1995 года  | 1 000 000 | Юрий Логвин         |
| № 86 (Mi #147) |             | Серія «Гетьмани України»: Гетьман Богдан (Зіновій) Хмельницький. с укр. — «Серия „Гетманы Украины“: - Гетман Богдан (Зиновий) Хмельницкий». | 40 000 карб.        | 23 сентября 1995 года | 1 000 000 | Юрий Логвин         |
| № 87 (Mi #145) |             | Герби міст України: Луганськ. с укр. — «Гербы городов Украины: Луганск». | 10 000 карб.        | 15 сентября 1995 года | 1 000 000 | В. В. Кузьменко     |
| № 88 (Mi #151) |             | Герби міст України: Чернігів. с укр. — «Гербы городов Украины: Чернигов». | 10 000 карб.        | 22 октября 1995 года  | 1 000 000 | В. В. Кузьменко     |
| № 89 (Mi #146) |             | «III Національна філателістична виставка «Світова Україніка» у м. Львові». с укр. — «III Национальная филателистическая выставка «Світова Україніка» во Львове». | 50 000 + 5000 карб. | 23 сентября 1995 года | 1 000 000 | Василий Дворник     |
| № 90 (Mi #149) |             | «Європейський рік збереження природи». с укр. — «Европейский год охраны природы». | 50 000 карб.        | 14 октября 1995 года  | 1 000 000 | Василий Дворник     |
| № 91 (Mi #150) |             | «1 червня — Міжнародний день захисту дітей». с укр. — «1 июня — международный день защиты детей». | 50 000 карб.        | 22 октября 1995 года  | 1 000 000 | Александр Ивахненко |
| № 92 (Mi #152) |             | «50 років ООН». с укр. — «50 лет ООН». | 50 000 карб.        | 24 октября 1995 года  | 1 000 000 | В. И. Лесняк        |
| № 93 (Mi #153) |             | «Михайло Сергійович Грушевський (1866—1934) — перший Президент України». с укр. — «Михаил Сергеевич Грушевский (1866—1934) — первый Президент Украины». | 50 000 карб.        | 9 декабря 1995 года   | 1 000 000 | Алексей Штанко      |
| № 94 (Mi #154) |             | «150 років від дня народження видатного українського драматурга, актора, режисера, театрального діяча Івана Карпенко-Карого (Івана Карповича Тобілевича) (1845—1907)». с укр. — «150 лет со дня рождения выдающегося украинского драматурга, актёра, режиссёра, театрального деятеля Ивана Карпенко-Карого (Ивана Карповича Тобилевича 1845—1907)». | 50 000 карб.        | 9 декабря 1995 года   | 1 000 000 | Алексей Штанко      |
| № 95 (Mi #155) |             | «200 років від дня народження Павела Йосефа Шафарика (1795—1861)». с укр. — «200 лет со дня рождения Павела Йозефа Шафарика (1795—1861)». | 30 000 карб.        | 27 декабря 1995 года  | 500 000   | Юрий Логвин         |

## Четвёртый выпуск стандартных марок (1995—2006)
Четвёртый выпуск стандартных марок независимой Украины (1995—2006) был представлен знаками почтовой оплаты литерными номиналами: «І», «К», «З». Они соответствуют заранее указанному Укрпочтой тарифу на пересылку корреспонденции, а также эквивалентны определённой сумме в гривнях или долларах США, стоимость для продажи последних рассчитывается по курсу НБУ.
В мировой практике почтовые марки не всегда обладают номиналом, выраженным в денежных единицах, например рублях, тенге, укр. карб., а после денежной реформы 1996 года — в гривне и других. В некоторых условиях цена почтовой марки указывается в виде какой-либо буквы (литеры) для того, чтобы стоимость марок автоматически менялась при изменении курса национальной денежной единицы. Такие марки получили название «литерные». Применение подобных марок позволяет почтовой сети экономить: нет необходимости печатать почтовые марки с новым денежным номиналом, ибо можно продолжать хождение в почтовом обращении тех же самых литерных почтовых марок, продаваемых по возросшей цене. С 1994 года почта Украины стала использовать литерные почтовые марки для франкирования почтовой корреспонденции, в том числе и выходящей за пределы страны. Традиционно для международных писем и других почтовых отправлений тарифы выражаются в долларах США, поэтому номинал литерых марок эквивалентен доллару.
Порядок следования элементов в таблице соответствует номеру по каталогу марок Украины на официальном сайте Укрпочты (укр. КМД УДППЗ «Укрпошта»), в скобках приведены номера по каталогу «Михель».
| № по каталогу  | Изображение | Описание и источники | Номинал | Дата выпуска         | Тираж    | Художник        |
| -------------- | ----------- | --- | ------- | -------------------- | -------- | --------------- |
| № 96 (Mi #156) |             | Міський транспорт: Тролейбус ЮМЗ Т1 на тлі готелю «Україна». с укр. — «Городской транспорт: - Троллейбус ЮМЗ Т1 на фоне гостиницы „Украина“».              | І       | 27 декабря 1995 года | массовый | Василий Дворник |
| № 97 (Mi #157) |             | Міський транспорт: Трамвай ЛТ-10 на тлі Луганського університету. с укр. — «Городской транспорт: - Трамвай ЛТ-10 на фоне Луганского университета».         | К       | 27 декабря 1995 года | массовый | Василий Дворник |
| № 98 (Mi #158) |             | Міський транспорт: Автобус ЛАЗ-52523 на тлі Львівського університету. с укр. — «Городской транспорт: - Автобус» ЛАЗ-52523 на фоне Львовского университета. | З       | 27 декабря 1995 года | массовый | Василий Дворник |

## Комментарии
1. ↑  Коммеморативные марки — обобщённое название специальных художественных (памятных, юбилейных и других) почтовых марок. Для упрощения терминологии в случаях, когда требуется лишь подчеркнуть, что данная марка не является общеупотребляемой (то есть стандартной), под термином «коммеморативная марка» подразумевают, кроме перечисленных выше, также тематические (рисунки которых, посвящены определённой теме коллекционирования) марки. Также все упомянутые марки, объединённые термином «коммеморативная», имеют общую черту: как правило, такие марки изготовляются на высоком полиграфическом уровне[4].
2. ↑  Ниже приведён перечень памятных художественных марок (с возможностью сортировки по номиналу, тиражу и дате введения в обращение).
3. ↑  Ниже приведён перечень стандартных марок (с возможностью сортировки по номиналу, тиражу и дате введения в обращение).
4. ↑  Литерный номинал «І» эквивалентен 0,01 грн (курсовая стоимость марки приведена по данным Укрпочты на 27 октября 2017 года)[6].
5. ↑  В 1995—1996 году литерный номинал «К» был эквивалентен 2000 купоно-карбованцам[1] (по данным Укрпочты в 2017 году не используется)[6].
6. ↑  Литерный номинал «З» эквивалентен 0,03 грн (курсовая стоимость марки приведена по данным Укрпочты на 27 октября 2017 года)[6].